# 古法華自然公園
古法華自然公園（ふるぼっけしぜんこうえん）は、兵庫県加西市東剣坂町の自然を利用した公園である。

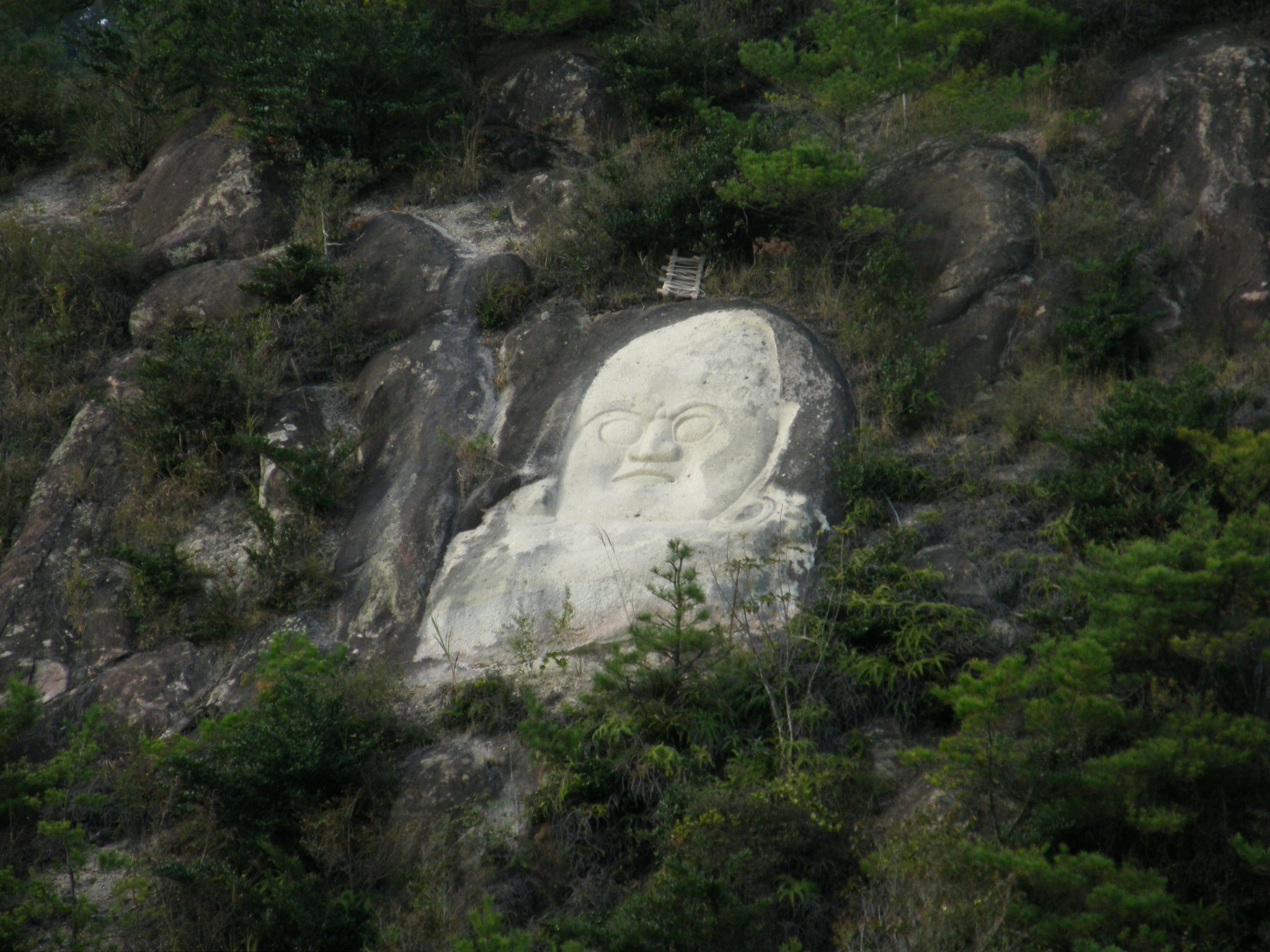
公園内の笠松山麓の岩に彫られた巨大な石仏

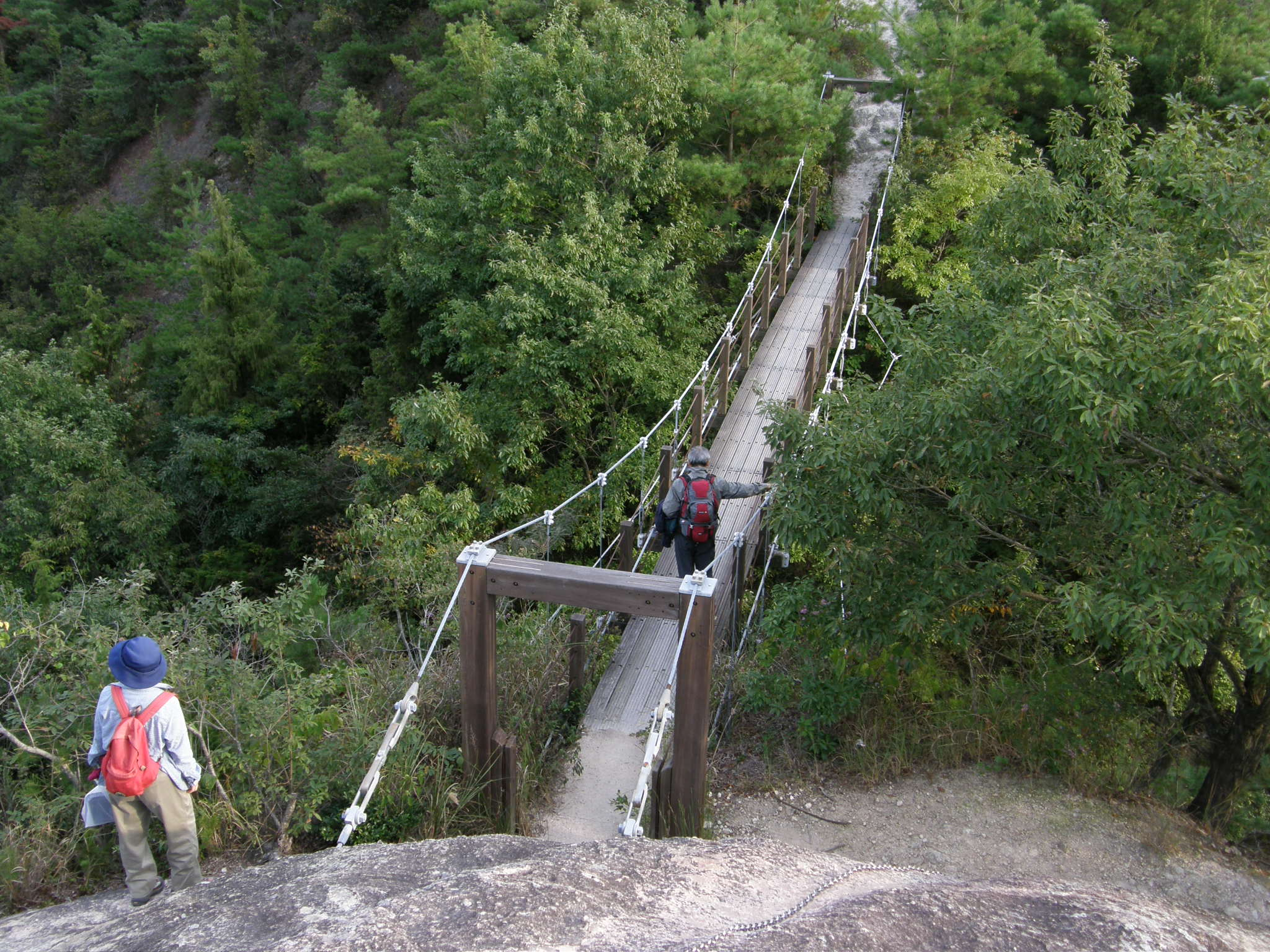
公園のシンボルであり、笠松山と善防山を結ぶ公園内の吊橋

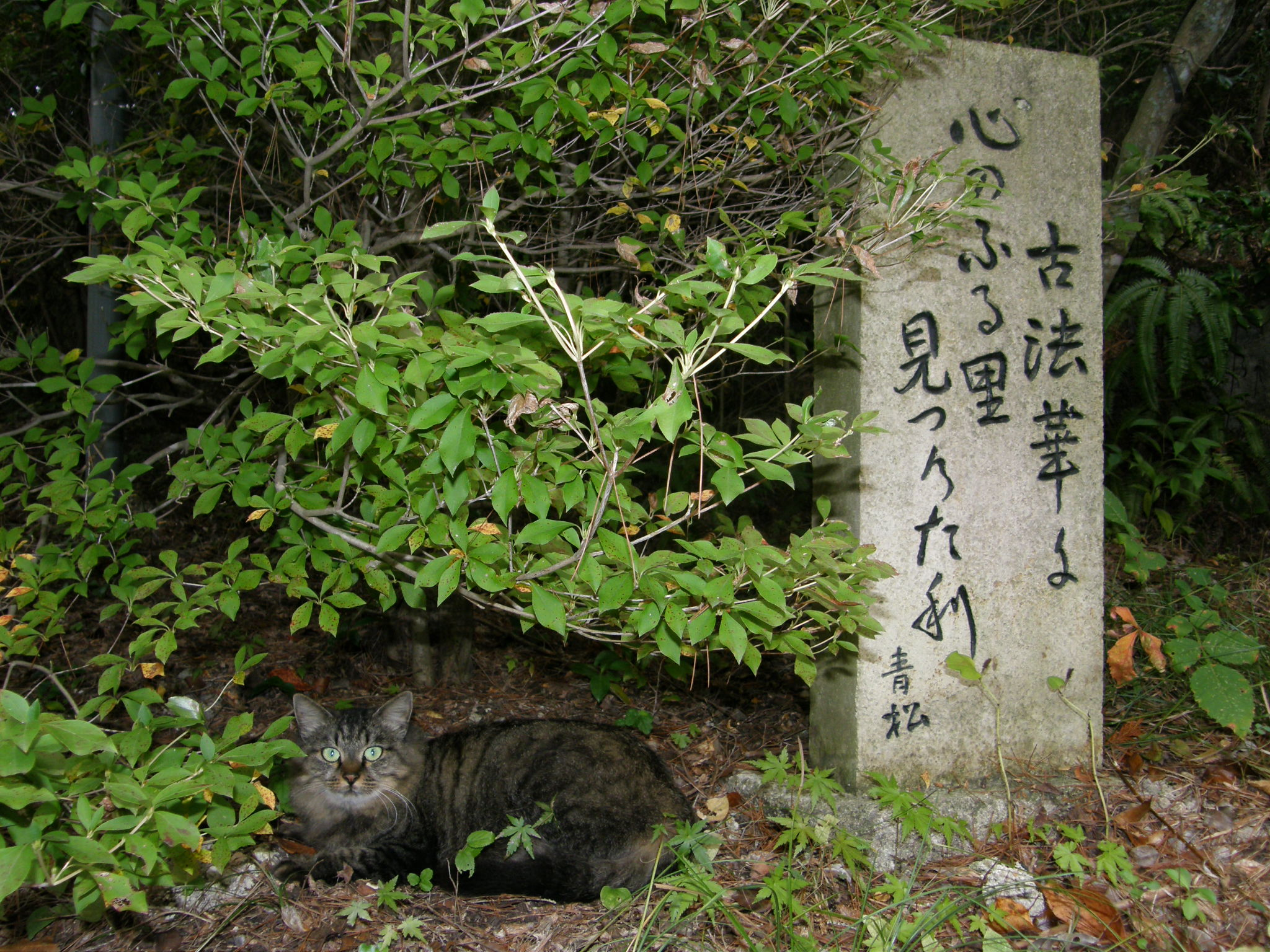
古法華自然公園

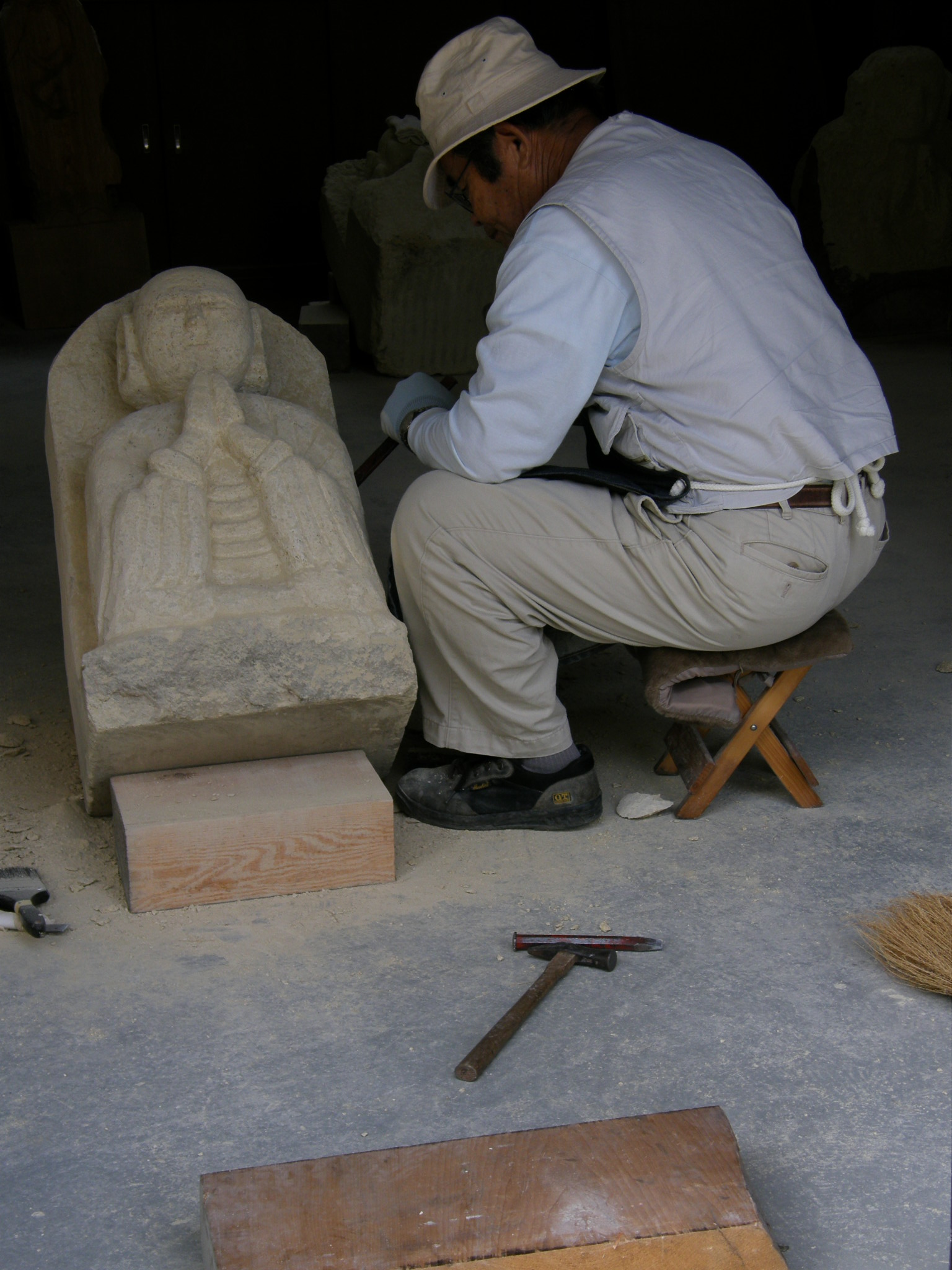
石彫体験などが体験できる

## 概要
笠松山、善防山という2つの低山の形造る谷筋の自然の地形をそのままに利用した公園で、1993年に完成した。谷に沿い東西に伸びており、その距離約2km、広さは、おおよそ甲子園球場37個分である。自然に触れ親しむための公園であり、キャンプ、ハイキング、バーベキュー、川遊び、石彫体験などが体験できる。園内には大柳ダムがあり、四季折々の湖水風景が手軽に鑑賞できる。狭小な切り通しの峠の付近には、吊橋が架かっており公園のシンボルにもなっている。この吊橋によって笠松山、善防山の2山がハイキングコースとして結ばれている。園内には古法華寺のほか、石彫アトリエ館、NHKの大河ドラマ・宮本武蔵ロケ地の石碑、六地蔵・地蔵菩薩、七福神の石像、磨崖仏・薬師三尊仏などが見られる。また、春にはサクラ、ツツジ、秋には紅葉の名所として知られる。

## 施設
- 石彫アトリエ館
- 遊具広場
- 管理棟
- キャンプ場
- バーベキューサイト
- ツツジの森
- 水辺の森
- 野鳥の森
- 婦人の森
- 笠松山展望台
- 吊り橋
- 大柳ダム

## 古法華寺
園内には古法華寺があり、小さい堂とともに鉄筋コンクリート造りの収蔵庫が建てられ、国の重要文化財に指定されている「石造浮彫如来及び両脇侍像（附:石造厨子屋蓋）」が収められており、有料で拝観できる。飛鳥時代後期（白鳳期）の作で、日本最古の石仏といわれる。このほか、周辺には多くの石仏が存在する。

## 笠松山・善防山
公園は笠松山と善防山の2つの山の合間に位置するため、登山の基地としての利用も多い。古法華寺は笠松山の登山口にあり、片道約30分の行程で手軽に低山ハイクが楽しめる。この両山は、200m級と低いながらも荒々しい岩肌が特徴で、低山とは思えないピラミッドの角錐のような雰囲気を備えているため、人気が高い。笠松山の頂上には展望台が設置され、360度の眺望をほしいままにでき、天気の良い日には明石海峡や淡路島が見渡せる。

## 所在地
- 兵庫県加西市東剣坂町字善防北ノ手1345-2[1]

## 交通アクセス
鉄道
- JR西日本加古川線粟生駅下車、北条鉄道 播磨下里駅下車、徒歩約20分[1]。

自動車
- 山陽自動車道加古川北インターチェンジを出て左折北上しを三口交差点を左折、国道372号を西進、小原交差点を右折北上、看板を右折して直進[1]。

## 管理者・連絡先
- 清光社（土日休業）

〒675-0041加古川市西神吉町宮前711-2
E-mail info@kk-seikosya.co.jp
- 管理者は入札により決定され、変更される場合がある。HPにて確認のこと。

- 入園は無料、時間制限は設けられていないが、キャンプ場、公園内研修施設の利用、バーベキューなどを行う場合は上記へ予約が必要である[1]。

## 周辺観光
- 玉丘史跡公園
- 羅漢寺
- 一乗寺
- 久学寺（紅葉の名所）
- 奥山寺（法道仙人開基の真言宗の古刹、紅葉の名所 国正町）
- 兵庫県立フラワーセンター
- いこいの村はりま
- 丸山総合公園
- 日岡山公園（日岡御陵、南大塚古墳、聖徳閣跡展望台、多目的グランドなどがある）
- 乳の井戸
- 三田池、伝通池（コハクチョウ、オオハクチョウの飛来地）
- 日岡神社

## 参考サイト
- 神戸壁紙写真集 古法華自然公園